# Atletismo nos Jogos Olímpicos de Verão de 2012 - 20 km marcha atlética feminina
A competição dos 20 km de marcha atlética feminina nos Jogos Olímpicos de Verão de 2012 aconteceu no dia 11 de agosto no percurso iniciado e finalizado no The Mall.
Originalmente Elena Lashmanova, da Rússia, quebrou o recorde mundial da prova com o tempo de 1h25m02s, para conquistar a medalha de ouro, superando sua compatriota e então campeã olímpica Olga Kaniskina nos últimos metros. Tanto Lashmanova quanto Kaniskina posteriormente perderam suas medalhas devido à violações de doping.
Qieyang Shijie foi elevada para a primeira posição, Liu Hong herdou a medalha de prata e Lü Xiuzhi a medalha de bronze, outorgando a China todas as medalhas da prova.

## Calendário
Horário local (UTC+1).
| Data         | Horário | Fase  |
| ------------ | ------- | ----- |
| 11 de agosto | 17:00   | Final |

## Medalhistas
| Ouro   | CHN Qieyang Shijie |
| Prata  | CHN Liu Hong       |
| Bronze | CHN Lü Xiuzhi      |

## Recordes
Antes desta competição, os recordes mundiais e olímpicos da prova eram os seguintes:
| Tipo | Atleta         | Tempo   | Local  | Data                    |
| ---- | -------------- | ------- | ------ | ----------------------- |
|      | Vera Sokolova  | 1:25:08 | Sóchi  | 26 de fevereiro de 2011 |
|      | Olga Kaniskina | 1:26:31 | Pequim | 21 de agosto de 2008    |

Os seguintes recordes mundiais e/ou olímpicos foram estabelecidos durante esta competição:
| Data         | Evento | Atleta             | Tempo   | Notas            |
| ------------ | ------ | ------------------ | ------- | ---------------- |
| 11 de agosto | Final  | CHN Qieyang Shijie | 1:25:16 | Recorde olímpico |

## Final
| Pos.              | Nome                  | CON                 | Tempo   | Notas                |
| ----------------- | --------------------- | ------------------- | ------- | -------------------- |
| Medalha de ouro   | Qieyang Shijie        | CHN China           | 1:25:16 | ,                    |
| Medalha de prata  | Liu Hong              | CHN China           | 1:26:00 |                      |
| Medalha de bronze | Lü Xiuzhi             | CHN China           | 1:27:10 |                      |
| 4                 | Elisa Rigaudo         | ITA Itália          | 1:27:36 | Recorde da temporada |
| 5                 | Beatriz Pascual       | ESP Espanha         | 1:27:56 | Recorde da temporada |
| 6                 | Ana Cabecinha         | POR Portugal        | 1:28:03 | Recorde da temporada |
| 7                 | María Vasco           | ESP Espanha         | 1:28:14 | Recorde da temporada |
| 8                 | Masumi Fuchise        | JPN Japão           | 1:28:41 | Recorde da temporada |
| 9                 | María José Poves      | ESP Espanha         | 1:29:36 |                      |
| 10                | Olive Loughnane       | IRL Irlanda         | 1:29:39 | Recorde da temporada |
| 11                | Eleonora Anna Giorgi  | ITA Itália          | 1:29:48 | Recorde pessoal      |
| 12                | Inês Henriques        | POR Portugal        | 1:29:54 | Recorde da temporada |
| 13                | Nadiya Borovska       | UKR Ucrânia         | 1:30:03 | Recorde pessoal      |
| 14                | Regan Lamble          | AUS Austrália       | 1:30:08 | Recorde pessoal      |
| 15                | Mayumi Kawasaki       | JPN Japão           | 1:30:20 | Recorde da temporada |
| 16                | Melanie Seeger        | GER Alemanha        | 1:30:44 | Recorde da temporada |
| 17                | Laura Reynolds        | IRL Irlanda         | 1:31:02 | Recorde pessoal      |
| 18                | Kristina Saltanovič   | LTU Lituânia        | 1:31:04 | Recorde da temporada |
| 19                | Agnieszka Szwarnóg    | POL Polônia         | 1:31:14 |                      |
| 20                | Agnieszka Dygacz      | POL Polônia         | 1:31:28 | Recorde da temporada |
| 21                | Agnese Pastare        | LAT Letônia         | 1:31:54 | Recorde da temporada |
| 22                | Hanna Drabenia        | BLR Bielorrússia    | 1:31:58 | Recorde pessoal      |
| 23                | Brigita Virbalytė     | LTU Lituânia        | 1:31:58 |                      |
| 24                | Olha Iakovenko        | UKR Ucrânia         | 1:32:07 | Recorde pessoal      |
| 25                | Beki Lee              | AUS Austrália       | 1:32:14 | Recorde pessoal      |
| 26                | Maria Michta          | USA Estados Unidos  | 1:32:27 | Recorde pessoal      |
| 27                | Monica Equihua        | MEX México          | 1:32:28 | Recorde pessoal      |
| 28                | Jamy Franco           | GUA Guatemala       | 1:33:18 |                      |
| 29                | Sandra Arenas         | COL Colômbia        | 1:33:21 |                      |
| 30                | Claudia Balderrama    | BOL Bolívia         | 1:33:28 | Recorde pessoal      |
| 31                | Ingrid Hernández      | COL Colômbia        | 1:33:34 | Recorde pessoal      |
| 32                | Lucie Pelantová       | CZE República Checa | 1:33:35 |                      |
| 33                | Nguyen Thi Thanh Phuc | VIE Vietnã          | 1:33:36 | Recorde nacional     |
| 34                | Kumi Otoshi           | JPN Japão           | 1:33:50 |                      |
| 35                | Claudia Stef          | ROU Romênia         | 1:33:56 |                      |
| 36                | Neringa Aidietytė     | LTU Lituânia        | 1:34:01 |                      |
| 37                | Yadira Guamán         | ECU Equador         | 1:34:47 | Recorde pessoal      |
| 38                | Viktória Madarász     | HUN Hungria         | 1:34:48 |                      |
| 39                | Ayman Kozhakhmetova   | KAZ Cazaquistão     | 1:35:00 |                      |
| 40                | Arabelly Orjuela      | COL Colômbia        | 1:35:05 |                      |
| 41                | Despina Zapounidou    | GRE Grécia          | 1:35:19 |                      |
| 42                | Paulina Buziak        | POL Polônia         | 1:35:23 |                      |
| 43                | Mayra Herrera         | GUA Guatemala       | 1:35:33 |                      |
| 44                | Nastassia Yatsevich   | BLR Bielorrússia    | 1:35:41 |                      |
| 45                | Vera Santos           | POR Portugal        | 1:35:51 |                      |
| 46                | Paola Pérez           | ECU Equador         | 1:37:05 |                      |
| 47                | Rachel Seaman         | CAN Canadá          | 1:37:36 |                      |
| 48                | Maria Czaková         | SVK Eslováquia      | 1:37:43 |                      |
| 49                | Anne Halkivaha        | FIN Finlândia       | 1:38:49 |                      |
| 50                | Milángela Rosales     | VEN Venezuela       | 1:42:46 |                      |
| —                 | Sabine Krantz         | GER Alemanha        | —       | DNF                  |
| —                 | Sholpan Kozhakhmetova | KAZ Cazaquistão     | —       | DNF                  |
| —                 | Johanna Jackson       | GBR Grã-Bretanha    | —       | DSQ                  |
| —                 | Jeon Yeong-Eun        | KOR Coreia do Sul   | —       | DSQ                  |
| —                 | Mirna Ortiz           | GUA Guatemala       | —       | DSQ                  |
| —                 | Claire Tallent        | AUS Austrália       | —       | DSQ                  |
| —                 | Elena Lashmanova      | RUS Rússia          | 1:25:02 | DSQ (WR)             |
| —                 | Olga Kaniskina        | RUS Rússia          | 1:25:09 | DSQ                  |
| —                 | Anisya Kirdyapkina    | RUS Rússia          | 1:26:26 | DSQ                  |
| —                 | Semiha Mutlu          | TUR Turquia         | 1:35:33 | DSQ                  |
| —                 | Olena Shumkina        | UKR Ucrânia         | 1:36:42 | DSQ                  |

Legenda
| Recorde mundial      | Recorde mundial (World record)               |                       | Recorde africano                      | Recorde africano (African) |                                           | Q | Classificado por posição (Qualified) |
| Recorde olímpico     | Recorde olímpico (Olympic record)            | Recorde da América    | Recorde da América (Americas)         | q                          | Classificado por melhor tempo (Qualified) |   |                                      |
| Melhor marca do ano  | Melhor marca do ano (World leading)          | Recorde asiático      | Recorde asiático (Asian)              | DNS                        | Não largou (Did not start)                |   |                                      |
| Recorde nacional     | Recorde nacional (National record)           | Recorde europeu       | Recorde europeu (European)            | DNF                        | Não terminou (Did not finish)             |   |                                      |
| Recorde pessoal      | Recorde pessoal do atleta (Personal best)    | Recorde da Oceania    | Recorde da Oceania (Oceania)          | DSQ / DQ                   | Desclassificado (Disqualified)            |   |                                      |
| Recorde da temporada | Recorde da temporada do atleta (Season best) | Recorde sul-americano | Recorde sul-americano (South America) | NM                         | Sem marca (No mark)                       |   |                                      |